# Ранвик (ледник)
Ледникът Ранвик (на норвежки: Ranvikbreen; на английски: Ranvik Glacier) е долинен ледник с дължина 20 km и ширина 28 km, разположен в Източна Антарктида, на Брега Ингрид Кристенсен, на Земя принцеса Елизабет. Води началото си от Антарктическото плато на височина около 700 m, „тече“ на север и се „влива“ в южната част на залива Ранвик (югоизточната част на големия залив Прюдс), част от Индоокеанския сектор на Южния океан.
Ледникът е открит и картиран на базата на направените аерофотоснимки през 1936 – 37 г. от норвежката антарктическа експедиция с ръководител Ларс Кристенсен, който наименува новооткрития ледник в чест на своето имение Ранвик в Норвегия.